# Naturschutzgebiet Krähetal östlich der Grube Hermann

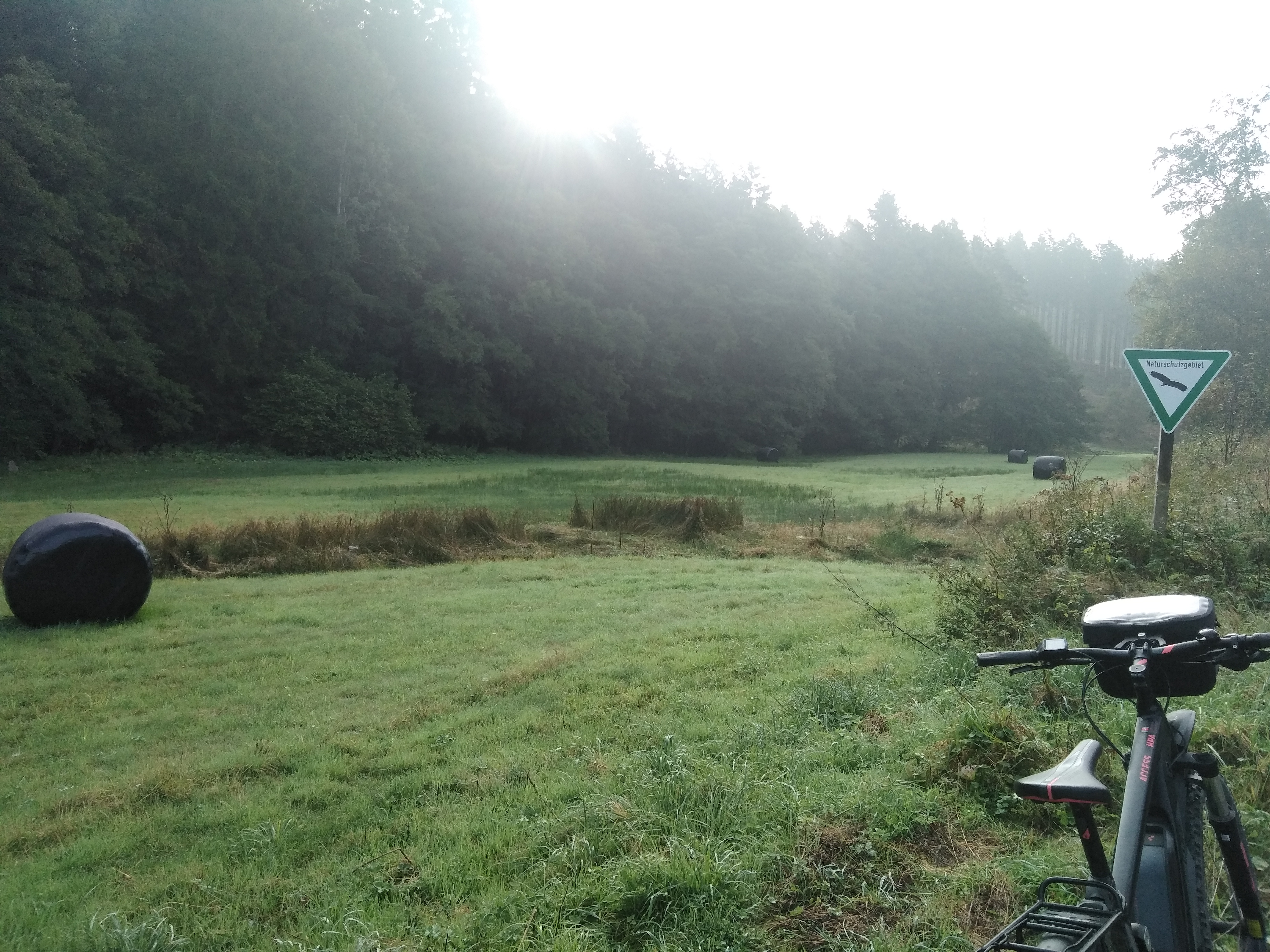
Nördliche Bereich im Naturschutzgebiet Krähetal östlich der Grube Hermann

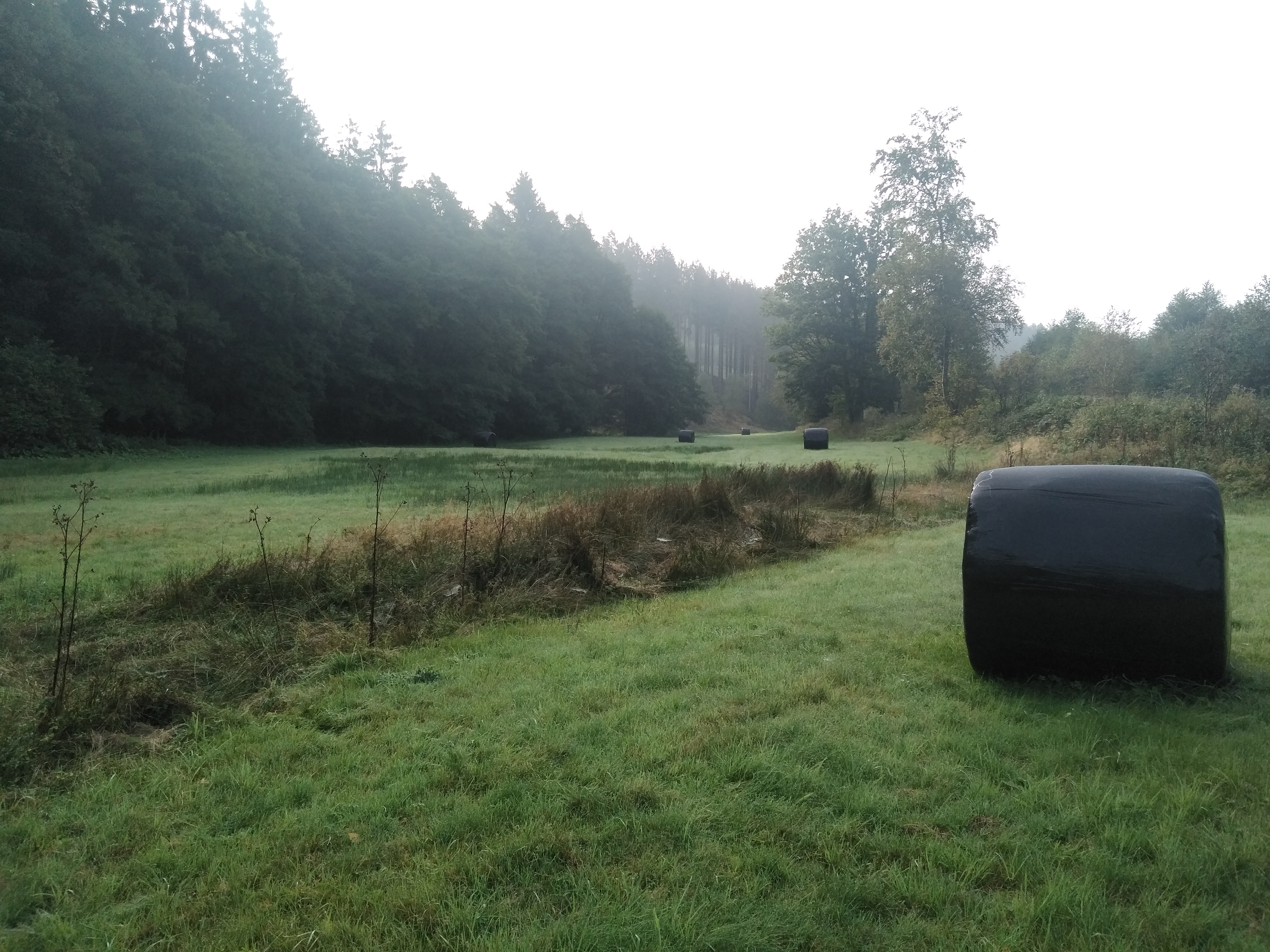
Südliche Bereich

Das Naturschutzgebiet Krähetal östlich der Grube Hermann mit einer Größe von 1,9 ha liegt südlich vom Weiler Hüttebrüchen im Stadtgebiet von Sundern (Sauerland). Das Gebiet wurde 1993 mit dem Landschaftsplan Sundern durch den Kreistag des Hochsauerlandkreises erstmals als Naturschutzgebiet (NSG) ausgewiesen. Bei der Neuaufstellung des Landschaftsplaners Sundern wurde das NSG erneut ausgewiesen. Das NSG grenzt im Westen direkt an das Naturschutzgebiet Ehemalige Grube Hermann. Sonst grenzt das Landschaftsschutzgebiet Sundern an.

## Beschreibung
Offener Bereich des ansonsten bewaldeten oberen Krähetales. Das NSG umfasst einen Abschnitt des naturnahen, teils mäandrierenden und streckenweise mehrarmigen Bachlaufes der Krähe. Im NSG befindet sich ein naturnaher, teils quellig durchsickerten bachbegleitenden Erlenwald mit Niederwaldnutzungs-Merkmalen und eine stellenweise binsenreiche Feuchtwiese. Die Feuchtwiese ist verbracht mit Verbuschung.

## Schutzzweck
Das NSG soll das Gebiet mit dem dortigen Arten schützen. Wie bei allen Naturschutzgebieten in Deutschland wurde in der Schutzausweisung darauf hingewiesen, dass das Gebiet „wegen der Seltenheit, besonderen Eigenart und Schönheit des Gebietes“ zum Naturschutzgebiet wurde.